# بوچانگای شارپ
بوچانگای شارپ (نام علمی: Dicrurus sharpei) گونه‌ای بوچانگا است که در جنوب صحرای آفریقا یافت می‌شود، جایی که از جنوب سودان جنوبی و غرب کنیا تا جمهوری دموکراتیک کنگو تا نیجریه در شرق رودخانه نیجر و در جنوب رودخانه بنوئه پراکندگی دارد.